# Nicky Wire
Nicholas Allen Jones, beter bekend als Nicky Wire (Tredegar, 20 januari 1969), is een Welsh bassist voor de alternatieve rockband Manic Street Preachers.

## Biografie
Wire leek als schooljongen later professioneel voetballer te worden en kreeg zelfs een contract aangeboden bij Arsenal FC, maar dit ging niet door wegens een blessure. Hij zat op dezelfde school als James Dean Bradfield, Sean Moore en Richey James Edwards. Hij werd hier goed bevriend mee, met name met Edwards. Hij studeerde samen met hem af aan de Universiteit van Wales in politieke geschiedenis.
Omdat de originele bassist Flicker uit de band stapte vanwege verschillen in muzieksmaak stapte Wire over van gitaar naar bas. Wire hield zich met Edwards in de begindagen meer bezig met tekstschrijven.
Op het podium werd hij vaak aangezien voor een vrouw aangezien hij vaak een jurk of rok droeg en lang haar had en make-up droeg. Ook ontstond er controverse toen hij in de clip voor Love's Sweet Exile halfnaakt met Edwards leek te vrijen.
Toen Richey James Edwards in 1995 mysterieus verdween raakte hij in depressie, wat in het nummer Australia wordt beschreven. Hij nam daarna de rol van hoofdlyricist over. Ook nam hij sommige zangpartijen voor zijn rekening, zoals het nummer Wattsville Blues.
In 2006 kwam zijn eerste soloalbum uit, I Killed the Zeitgeist genaamd. Dit werd redelijk goed ontvangen.
Hij is in 1993 getrouwd met Rachel. Ze hebben twee kinderen, Clara (2002) en Stanley (2007) en een hond Molly.

- Bibsys: 5068658
- Biblioteca Nacional de España: XX956630
- Gemeinsame Normdatei: 135387000
- International Standard Name Identifier: 0000 0000 7881 9391
- MusicBrainz: a9efbdd9-8839-4a92-948b-433c708d5eb4
- Nationale Bibliotheek van Tsjechië: ola2002152813
- Virtual International Authority File: 268975275
- WorldCat: E39PBJvmJdMH67BV6BpXcFRqcP